# Komitat Szabolcs-Szatmár-Bereg
Komitat Szabolcs-Szatmár-Bereg (węg. Szabolcs-Szatmár-Bereg vármegye) – najdalej wysunięty na wschód węgierski komitat. Od północnego wschodu graniczy z Ukrainą, od południowego wschodu z Rumunią, od południowego zachodu z komitatem Hajdú-Bihar, od północy z komitatem Borsod-Abaúj-Zemplén oraz ze Słowacją. Zalicza się do unijnego regionu statystycznego „Północna Nizina Węgierska” (Észak-Alföld).
Komitat Szabolcs-Szatmár-Bereg leży w Kraju Zacisańskim. Większość powierzchni komitatu zajmuje pagórkowata wysoczyzna Nyírség, pokryta piaszczystymi i lesowymi wydmami, której najwyższym punktem jest wzgórze Hoportyó (184 m n.p.m.) na południe od Nyírbátor. Wschodnią część komitatu, na wschód od Cisy i Kraszny, zajmuje podmokła Równina Satmarsko-Berehowska z krainami Tiszahát i Erdöhát. Na północno-zachodnim skraju komitatu, w dolinie górnej Cisy, leży region Rétköz. Zachodni kraniec sięga doliny Cisy. Największą rzeką komitatu jest Cisa, daleko mniejsze są jej dopływy Kraszna, Samosz i Lónya.
Tutejszy klimat jest kontynentalny. Tutejsze zimy są najzimniejsze na obszarze Wielkiej Niziny Węgierskiej.
Dzisiejszy komitat Szabolcs-Szatmár-Bereg powstał w 1950 roku w wyniku przyłączenia do komitatu Szabolcs części komitatów Ung, Bereg, Ugocsa i Szatmár, pozostałych przy Węgrzech po traktacie w Trianon. Do 1990 nosił nazwę Szabolcs-Szatmár.

## Podział administracyjny
Komitat dzieli się na 11 powiatów:
- Baktalórántháza
- Csenger
- Fehérgyarmat
- Ibrány-Nagyhalász
- Kisvárda
- Mátészalka
- Nagykálló
- Nyírbátor
- Nyíregyháza
- Tiszavasvári
- Vásárosnamény

### Miasta komitatu
Miasta komitatu (liczba ludności według spisu z 2001):

- Nyíregyháza: 118 795
- Mátészalka: 18 553
- Kisvárda: 17 877
- Tiszavasvári: 14 373
- Újfehértó: 13 526
- Nyírbátor: 13 433
- Nagykálló: 10 588
- Vásárosnamény: 9075
- Fehérgyarmat: 8785
- Nyírtelek: 7150
- Balkány: 6809
- Nagyecsed: 6797
- Ibrány: 6787
- Tiszalök: 6095
- Nagyhalász: 5865
- Csenger: 5231
- Rakamaz: 5126
- Kemecse: 5037
- Záhony: 4702
- Demecser: 4566
- Dombrád: 4155
- Baktalórántháza: 4136
- Ajak: 3645 (2010)
- Nyírlugos: 3009
- Máriapócs: 2153